# Фрінгілла Віго
Фрінгілла Віго (пол. Fringilla Vigo) — героїня літературного циклу «Відьмак» польського письменника Анджея Сапковського, чародійка.

## Біографія
У книгах Сапковського Фрінгілла Віго — молода чарівниця з Нільфгарду, родичка княгині Туссена, найкраща подруга Ассіре вар Анагід, запрошена нею в Ложу Чародійок, організовану Філіппою Ейльгарт. Вона виділяється своїм коротким чорним волоссям і смарагдовими очима. Під час перебування Ґеральта в Туссені Фрінгілла спокусила і утримувала його за завданням Ложі. Вона намагалася з'ясувати у Ґеральта, де знаходиться Вільгефорц, але була ним ошукана.
За ігровою версію, за участь у діях Ложі Чародійок Фрінгіллу полонили нільфгардські війська. Пізніше звільнена Ґеральтом, щоб допомогти в битві проти Дикого Полювання.

## У серіалах
В американському серіалі «Відьмак», перший сезон якого вийшов на екрани в грудні 2019 року, Фрінгіллу Віго зіграла Мімі Ндівені. Це темношкіра актриса, яка народилася в Зімбабве, і такий вибір не всім здався обґрунтованим. Існує розхожа думка, ніби в книгах немає опису кольору шкіри Фрінгілли, однак у книзі «Володарка озера» вказується, що Фрінгілла на засіднанні ложі була бліда як смерть". Критики також звертають увагу на епізод, у якому Геральт випадково назвав цього персонажа ім'ям Йеннефер (це може показувати, що дві жінки мали однотипну зовнішність).